# Kenneth Choi
Kenneth Choi (Chicago, 1971. október 20. –) amerikai színész.
Legismertebb alakítása Lewis Az utolsó ember a Földön című sorozatban. Az American Crime Story: Az O. J. Simpson-ügy című sorozatban is szerepelt.

## Fiatalkora
Chicagoban született koreai bevándorlók gyermekeként. Apja elektrotechnikai professzorként és üzletemberként dolgozott. Édesanyja ápolónő volt, mielőtt háztartásbeli anya lett. Három gyermek közül a középső. Glenwoodban járt a Longwood általános iskolába. A Brookwood School District 167 középiskolába járt. Break táncosként lépett fel a középiskolai évei alatt. A Homewood-Flossmoor High Schoolban futott és tornászott, ahol ő tartotta a másodéves rekordot a lólengésben. Szülei, különösen az apja, lebeszélték gyermekkori álmairól, hogy színész legyen, és arra utasították, hogy "felelősségteljes és észszerű" karriert kövessen, mint például a könyvelés. Követte szülei tanácsát, és a Purdue Egyetemen könyvelés szakon végzett, de úgy döntött, hogy abbahagyja, hogy színészi álmait követhesse.
Portlandbe költözött, hogy színészi karrierjét folytassa. Korábbi munkatapasztalata nem volt, így egy helyi Blockbuster videotékában kapott munkát. A következő öt évet azzal töltötte, hogy a helyi portlandi színésztanároknál, leginkább Paul Warnernél képezte magát.

## Pályafutása
2001-ben a Beyond the Pale című filmben szerepelt. 2013-ban szerepelt A Wall Street farkasa című filmben. 2018-ban a Képmás című sorozatban szerepelt. Még ebben az évben a Hotel Artemis – A bűn szállodája című filmben is szerepelt. 2018 óta a 911 L.A. című sorozatban szerepel.

## Filmográfia

### Filmek
| Év   | Magyar cím                               | Eredeti cím                         | Szerep                            | Magyar hang                                         |
| ---- | ---------------------------------------- | ----------------------------------- | --------------------------------- | --------------------------------------------------- |
| 1998 | Boszorkányváros                          | Halloweentown                       | Repülőseprű árus                  | Galbenisz Tomasz                                    |
| 2000 | Vulkán torkában                          | Deep Core                           | Wayne Lung                        |                                                     |
| 2001 |                                          | Beyond the Pale                     | Douglas                           |                                                     |
| 2002 |                                          | Woman on Fire                       | Gondnok                           |                                                     |
| 2003 | Időzsaru 2. – Verseny az idővel          | Timecop 2: The Berlin Decision      | Josh Chan professzor              | Damu Roland (1. szinkron) Csőre Gábor (2. szinkron) |
| 2004 | Terminál                                 | The Terminal                        | Határőr                           |                                                     |
| 2000 | Nehéz idők                               | Harsh Times                         | Fujimoto                          |                                                     |
| 2000 |                                          | The Road to Canyon Lake             | Pong                              |                                                     |
| 2006 | Ellenséges terület 2.: Az ördög tengelye | Behind Enemy Lines II: Axis of Evil | Li Sung Park dél-koreai nagykövet |                                                     |
| 2006 | Az eltűnt ezred                          | Only the Brave                      | Dave Fukushima                    |                                                     |
| 2006 |                                          | Undoing                             | Danny                             |                                                     |
| 2006 |                                          | The Heart Specialist                | Mitchell Kwan                     |                                                     |
| 2007 |                                          | Baby                                | Mike                              |                                                     |
| 2007 |                                          | Walk the Talk                       | Dave                              |                                                     |
| 2007 | War                                      | War                                 | Takada                            | Földi Tamás                                         |
| 2007 |                                          | Koreatown                           | Sil, a jól öltözött drogdíler     |                                                     |
| 2008 | Az utca királyai                         | Street Kings                        | Kim                               |                                                     |
| 2011 | Amerika Kapitány: Az első bosszúálló     | Captain America: The First Avenger  | Jim Morita                        | Szatmári Attila                                     |
| 2012 |                                          | Dr0ne                               | Jay                               |                                                     |
| 2012 | Vörös hajnal                             | Red Dawn                            | Smith                             |                                                     |
| 2012 |                                          | The Real St. Nick                   | Jack                              |                                                     |
| 2013 |                                          | Five Thirteen                       | C.I.A.                            |                                                     |
| 2013 | A Wall Street farkasa                    | The Wolf of Wall Street             | Chester Ming                      | Törköly Levente                                     |
| 2016 | Suicide Squad – Öngyilkos osztag         | Suicide Squad                       | Jakuza főnök                      |                                                     |
| 2017 | Pókember: Hazatérés                      | Spider-Man: Homecoming              | Morita igazgató                   | Szatmári Attila                                     |
| 2017 | Bright                                   | Bright                              | Yamahara                          |                                                     |
| 2018 | Gringo                                   | Gringo                              | Marty                             | Vári Attila                                         |
| 2018 | Hotel Artemis – A bűn szállodája         | Hotel Artemis                       | Buke                              | Szatmári Attila                                     |
| 2018 |                                          | Office Uprising                     | Freddy Wong                       |                                                     |

### Televíziós szerepek
| Év        | Magyar cím                                 | Eredeti cím                                      | Szerep                   | Megjegyzések                             |
| --------- | ------------------------------------------ | ------------------------------------------------ | ------------------------ | ---------------------------------------- |
| 1999      |                                            | Martial Law                                      | Bioveszélyes járművezető | 1 epizód                                 |
| 2000      | Az elnök emberei                           | The West Wing                                    | Titkosszolgálat ügynöke  | 1 epizód                                 |
| 2000      |                                            | The Huntress                                     | Douglas Ho               | 1 epizód                                 |
| 2000      |                                            | Arliss                                           | Tommy Takega             | 1 epizód                                 |
| 2000      |                                            | V.I.P.                                           | Desmond Kusari           | 1 epizód                                 |
| 2000      | Roswell                                    | Roswell                                          | Ken                      | 1 epizód                                 |
| 2001      | Az ügyosztály                              | The Division                                     | Louis Tang               | 1 epizód                                 |
| 2001      | A Garcia testvérek                         | The Brothers García                              | Alec Lind                | 1 epizód                                 |
| 2001      |                                            | Kristin                                          | Smoove                   | 1 epizód                                 |
| 2001      |                                            | Dead Last                                        | Syd, a drogos            | 1 epizód                                 |
| 2002      |                                            | Reba                                             | Aoki                     | 1 epizód                                 |
| 2002      | Férjek gyöngye                             | The King of Queens                               | Todd Ling                | 1 epizód                                 |
| 2003      |                                            | Presidio Med                                     | Dennis                   | 2 epizód                                 |
| 2003      | Bostoni halottkémek                        | Crossing Jordan                                  | Garma                    | 1 epizód                                 |
| 2003      |                                            | Becker                                           | Nam                      | 1 epizód                                 |
| 2003–2004 |                                            | Dragnet                                          | Burrell bűnügyi nyomozó  | 2 epizód                                 |
| 2004      | Jim szerint a világ                        | According to Jim                                 | Labortechnikus           | 1 epizód                                 |
| 2004–2005 | Doktor House                               | House                                            | Dr. Lim                  | 2 epizód                                 |
| 2005      | Las Vegas                                  | Las Vegas                                        | Dr. Lim                  | 1 epizód                                 |
| 2006      | CSI: A helyszínelők                        | CSI: Crime Scene Investigation                   | Jason Tua                | 1 epizód                                 |
| 2007      | Shark – Törvényszéki ragadozó              | Shark                                            | Kirk Bagley              | 1 epizód                                 |
| 2007      |                                            | Lincoln Heights                                  | Anthony Moon             | 1 epizód                                 |
| 2007      | 24                                         | 24                                               | Cheng's Operative        | 4 epizód                                 |
| 2008      |                                            | Samurai Girl                                     | Sato                     | 6 epizód                                 |
| 2008–2009 |                                            | Crash                                            | Mikey Han                | 3 epizód                                 |
| 2008–2014 | Kemény motorosok                           | Sons of Anarchy                                  | Henry Lin                | 14 epizód                                |
| 2009      | Nyomtalanul                                | Without a Trace                                  | Philip Shen              | 1 epizód                                 |
| 2009      | Hősök                                      | Heroes                                           | Sam Douglas              | 1 epizód                                 |
| 2009      | Glee – Sztárok leszünk!                    | Glee                                             | Dr. Wu                   | 2 epizód magyar hangja Vári Attila       |
| 2010      |                                            | Hawthorne                                        | Dr. Paul Hyun            | 3 epizód                                 |
| 2011      | Apa csak egy van                           | Last Man Standing                                | Dr. Wong                 | 2 epizód                                 |
| 2012      | Híradósok                                  | The Newsroom                                     | Dr. Lee                  | 1 epizód                                 |
| 2013      |                                            | Ironside                                         | Ed Rollins               | 9 epizód                                 |
| 2013      |                                            | Longmire                                         | Dr. Bloomfield           | 1 epizód                                 |
| 2014      | A S.H.I.E.L.D. ügynökei                    | Agents of S.H.I.E.L.D.                           | Jim Morita               | 1 epizód magyar hangja Pálfai Péter      |
| 2015      | Ügynöklista                                | Allegiance                                       | Sam Luttrell             | 13 epizód magyar hangja Kálid Artúr      |
| 2016      | American Crime Story: Az O. J. Simpson-ügy | The People v. O.J. Simpson: American Crime Story | Lance Ito                | 6 epizód                                 |
| 2016–2017 | Az utolsó ember a Földön                   | The Last Man on Earth                            | Lewis                    | 10 epizód magyar hangja Vári Attila      |
| 2017      | Chicago Med                                | Chicago Med                                      | Dr. David Kwon           | 2 epizód                                 |
| 2017      |                                            | Dimension 404                                    | Kojima                   | 1 epizód                                 |
| 2018–     | 911 L.A.                                   | 9-1-1                                            | Howie 'Chimney' Han      | főszereplő magyar hangja Szatmári Attila |
| 2018      | Képmás                                     | Counterpart                                      | Bob Dwyer                | 4 epizód                                 |
| 2019      | Fehér hó                                   | Snowfall                                         | Bobby 'Bob-Bob' Kim      | 1 epizód                                 |